# SEC Network
SEC Network est une chaîne du réseau américain ESPN lancée le 14 août 2014 pour diffuser des programmes régionaux sportifs de la Southeastern Conference. 

## Historique
Le 12 avril 2013, Forbes révèle qu'ESPN et la Southeastern Conference vont créer en 2014 une chaîne sportive. Le 2 mai 2013, ESPN annonce officiellement une nouvelle chaîne consacrée à la Southeastern Conference devant débuter en 2014,. Les droits sont prévus jusqu'en 2034 et les studios seront situés à Charlotte (Caroline du Nord).
Le 13 août 2014, Mediacom accepte de fournir la chaîne SEC Network à ses abonnés du Missouri